# Ischaemum australe
Ischaemum australe är en gräsart som beskrevs av Robert Brown. Ischaemum australe ingår i släktet Ischaemum och familjen gräs. Inga underarter finns listade i Catalogue of Life.